# アラド - アルバ・ユリア線
アラド - アルバ・ユリア線（ルーマニア語: Calea ferată Arad–Alba Iulia）はアラド県の県都アラドとアルバ県の県都アルバ・ユリアを結ぶ、ルーマニアの幹線鉄道である。この路線はムレシュ川と並行して、ハンガリー大平原の東側から西トランシルヴァニアへ伸びる。

## 歴史
トランシルヴァニア地方は19世紀中期にハプスブルク帝国に属して、鉄道建設は相対的に遅れた。何よりも中央ハンガリー地方に比べて鉄道建設に難しい地形がその原因であった。1865年に最初の建設許可が与えられたものの、ティサ鉄道は資金難のため建設プロジェクトから外された。そしてトランシルヴァニアの鉄道経路が未定で、それも工事が遅延した理由であった。「トランシルヴァニア第一鉄道」（ハンガリー語: Első Erdélyi Vasút, EEV）が継承者として設立され、1866年にこの路線と分岐路線に関する建設免許を改めて獲得した。1867年に建設作業は本格的に開始されて、1868年12月22日にこの路線は開業された。1884年EEVが国有化されて、この路線はハンガリー国営鉄道（ハンガリー語: Magyar Államvasutak, MÁV）が引き受けた。
第一次世界大戦の終戦後、トランシルヴァニアが大ルーマニアの版図に収められた。この路線の所有権と運営権はルーマニア鉄道（ルーマニア語: Căile Ferate Române, CFR）により引き受けられた。
2016年にアラド駅と614 km地点の間の改修は大部分完了して、そこからイルテウ駅まで改修工事は2017年7月に開始された。

## 運行形態
この路線はルーマニアで最も重要な鉄道路線の一つで、長距離優等列車が頻繁に通行する。貨物運送の部門でこの路線はルーマニアと中部ヨーロッパおよび西ヨーロッパを連結する重大な意味を持つ。